# Vostokstation

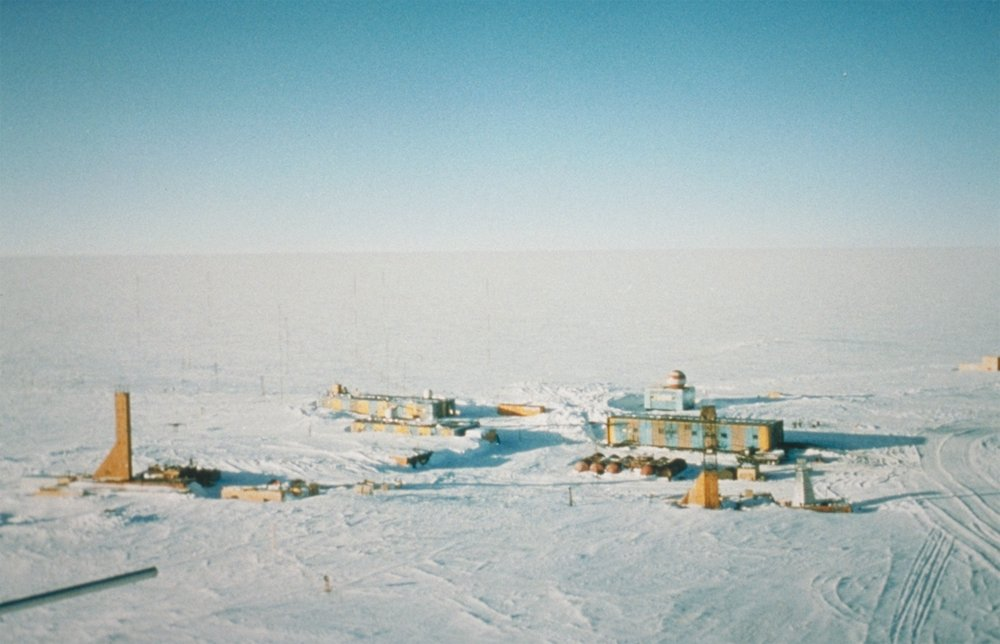
Deze overzichtsfoto van het Vostokstation geeft een goed beeld van de basis. Het gestreepte gebouw aan de linkerkant is het elektriciteitsgebouw, het gestreepte gebouw aan de rechterkant is het gebouw waar de onderzoekers slapen en eten. Het gebouw op de achtergrond, met de rood-wit gestreepte bal op het dak is het meteorologiegebouw. Er zijn ijsgrotten gegraven in het ijs, om de geboorde ijskernen gedurende het hele jaar op een ideale -55 graden Celsius te houden. (Credit: Todd Sowers LDEO, Columbia University, Palisades, New York.)

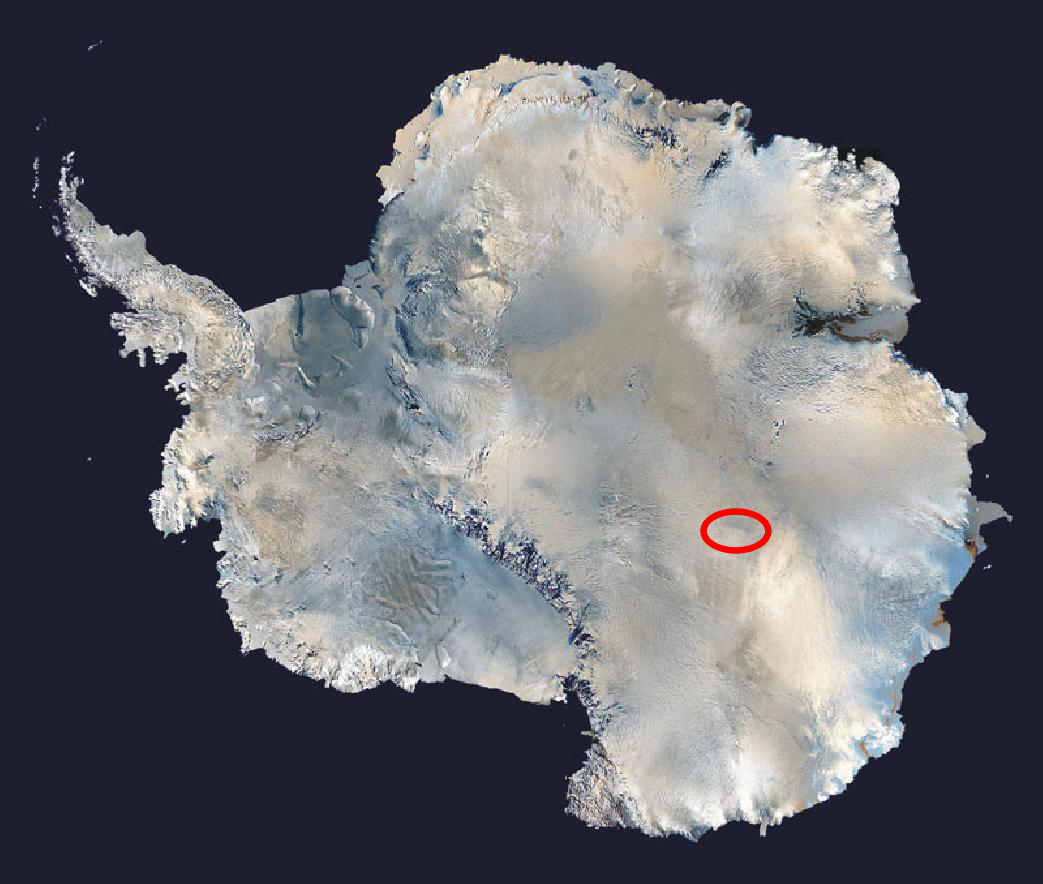
Locatie van het Vostokstation op Antarctica. Foto van de NASA.

Het Vostokstation (78°28' Z en 106°48' O) is een Russisch poolstation gevestigd op het continent Antarctica, en genoemd naar het schip Vostok waarmee de Russische ontdekkingsreiziger Fabian Gottlieb von Bellingshausen in 1819-1820 rond Antarctica voer. Het station werd gesticht op 16 december 1957 door de tweede Antarctische Expeditie van de Sovjet-Unie. Het station werd tijdelijk gesloten in 1994.
Het station bevindt zich in het midden van Oost-Antarctica, ongeveer 1000 km van de geografische zuidpool op een hoogte van 3488 meter boven zeeniveau. Het is de meest afgelegen basis van alle onderzoeksstations op Antarctica. De ligging nabij de geografische zuidpool maakt het een van de beste plaatsen om veranderingen in het aardmagnetisch veld te bestuderen. Andere onderzoeksgebieden zijn aerometeorologie, actinometrie, geophysica, geneeskunde, klimatologie en andere.
In de zomer wordt het station bewoond door circa 25 wetenschappers, een samenwerkingsverband van Russische, Amerikaanse en Franse wetenschappers. In de winter daalt hun aantal tot 13. Het aantal mensen dat er aanwezig is verschilt naargelang het seizoen. Vostok is een van de koudste plekken ter wereld met temperaturen in de zomer rond -30/-40 °C en in de winter rond -60/-70 °C.

## Vostokmeer
In 1996 ontdekten Russische en Britse wetenschappers van het Vostokstation het grootst bekende meer onder het Antarctische ijs, recht onder het Vostokstation. Het Vostokmeer ligt ongeveer 4000 meter onder het oppervlak van de centraal Antarctische ijskap en is circa 14.000 km² groot. Tot nu toe zijn meer dan 140 meren ontdekt onder het ijs van Antarctica.

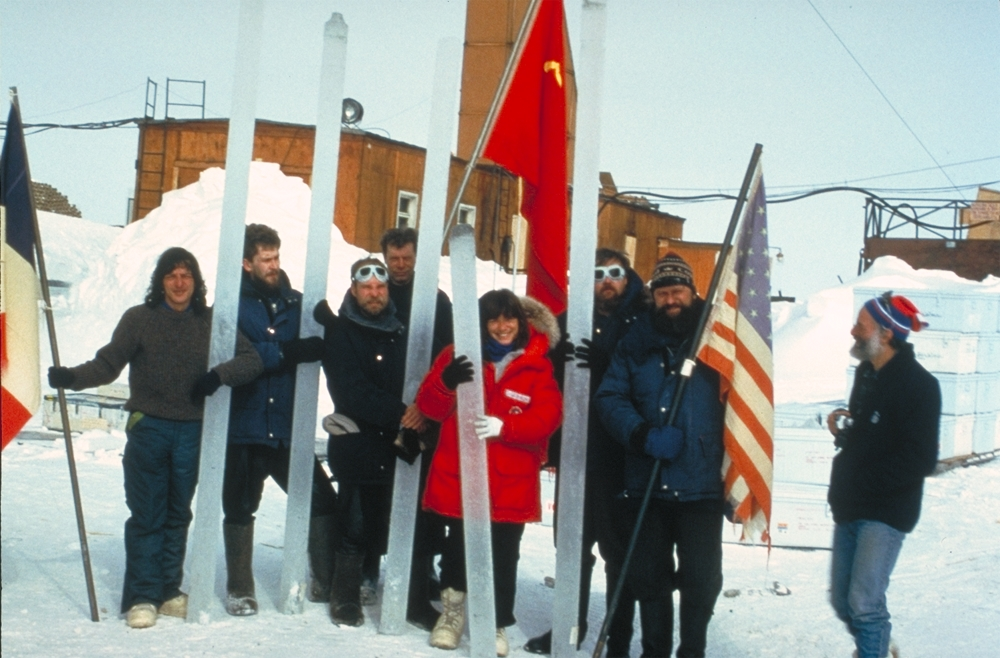
IJskernen geboord op het Vostokstation uit de Sovjetperiode. Het Vostokstation is op de achtergrond zichtbaar.

Onderzoekers van het Vostokstation verrichtten een van 's werelds grootste ijsonderzoeken in 1998. Een team van Russen, Fransen en Amerikanen boorde tot 3623 m diep in het ijs en onderzocht de boorkernen. Het ijs dicht bij het meer bleek 420.000 jaar oud te zijn, wat doet vermoeden dat het meer tussen 500.000 jaar en meer dan een miljoen jaar geleden door de ijskap bedekt werd. Het boren door het ijs werd op ongeveer 91 m van de oppervlakte van het Vostokmeer gestopt om verontreiniging van het meer te voorkomen door de 60 ton freon en vliegtuigbrandstof die gebruikt was om dichtvriezen te voorkomen.

## Temperatuurrecord
Op Vostok werd op 24 juli 2018 een temperatuur waargenomen, die tot 24 juli 2019 de laagst waargenomen waarde ooit was (zie koudepool) op Aarde; deze bedroeg -98.4 °C (officieus zelfs -101.2 °C). Op 27 augustus 2008 bereikte de temperatuur een waarde van -96,1 graden. Opvallend vlak was de temperatuurcurve van 14 mei 2008. Tussen maximum en minimum zat slechts 0,3 graden.
Het temperatuurrecord werd bereikt door een bijzondere atmosferische vortex (stilhangende koude wervelwind), die ook kan voorkomen op het 600 meter hoger gelegen Antarctisch plateau nabij Dome A waar het huidige kouderecord (-101.8 °C) werd opgemeten op 24 juli 2019, er werden sinds 2005 metingen gehouden door het Instituut voor poolonderzoek van China en waar in 2009 het Chinese Kunlunstation werd gebouwd. In 2018 werd hier al eens een temperatuur van -97,9 °C gemeten, maar onderzoekers van de British Antarctic Survey hadden al voorspeld dat dezelfde omstandigheden hier mogelijk tot een temperatuur van ongeveer -100 °C kon leiden en dat is de afgelopen winter gemeten toen er in een atmosferische vortex een temperatuur van -101.8 werd bereikt, een temperatuur die eens in de 150 jaar voorkomt, echter is er vorig jaar ook extreem lage temperaturen van -98 waargenomen wat betekent dat het vaker kan voorkomen dan die termijn.
| Maand                                                                          | jan   | feb   | mrt   | apr   | mei   | jun   | jul    | aug   | sep   | okt   | nov   | dec   | Jaar   |
| ------------------------------------------------------------------------------ | ----- | ----- | ----- | ----- | ----- | ----- | ------ | ----- | ----- | ----- | ----- | ----- | ------ |
| Hoogste maximum (°C)                                                           | −14,0 | −21,0 | −17,7 | −33,0 | −41,6 | −40,1 | −34,1  | −36,1 | −38,3 | −24,5 | −23,9 | −14,1 | −14    |
| Gemiddeld maximum (°C)                                                         | −27,1 | −38,6 | −52,8 | −61,2 | −62,0 | −60,5 | −62,4  | −64,0 | −61,8 | −51,7 | −37,3 | −27,3 | −50,6  |
| Gemiddelde temperatuur (°C)                                                    | −32,1 | −44,3 | −57,8 | −64,8 | −65,7 | −65,2 | −66,7  | −68,0 | −66,1 | −57,2 | −42,7 | −31,9 | −55,2  |
| Gemiddeld minimum (°C)                                                         | −37,6 | −50,0 | −61,7 | −67,8 | −69,1 | −68,8 | −70,7  | −71,6 | −70,3 | −63,2 | −49,9 | −38,1 | −59,9  |
| Laagste minimum (°C)                                                           | −55,1 | −64,0 | −75,0 | −80,4 | −80,6 | −83,3 | −101,8 | −93,2 | −85,6 | −76,1 | −62,6 | −48,0 | −101,8 |
|                                                                                |       |       |       |       |       |       |        |       |       |       |       |       |        |
| Neerslag (mm)                                                                  | 0,7   | 0,6   | 1,9   | 2,3   | 2,9   | 2,5   | 2,3    | 2,2   | 2,3   | 1,8   | 0,8   | 0,5   | 20,8   |
| Bron: (en) Antarctic Research and Investigation: Vostok Station (gearchiveerd) |       |       |       |       |       |       |        |       |       |       |       |       |        |